# 九二枝
九二枝（くにえだ）は、日本の漫画家、イラストレーター。東京在住。

## 作品リスト

### 漫画
- ジャッジメント・オーバーマン〜放課後の結社〜（原作：東出祐一郎、『月刊ドラゴンエイジ』、KADOKAWA）
- ダンジョンに出会いを求めるのは間違っているだろうか（原作：大森藤ノ、『ヤングガンガン』、スクウェア・エニックス）
- 自動販売機に生まれ変わった俺は迷宮を彷徨う （原作：昼熊、『電撃大王』、KADOKAWA）

### イラスト
- ブルージャスティスここにあり!（著：竹内すくね、『GCノベルズ』、マイクロマガジン社）

### ゲーム
- Fate/Grand Order（TYPE-MOON） - 概念礼装イラスト